# 茅瑞徵

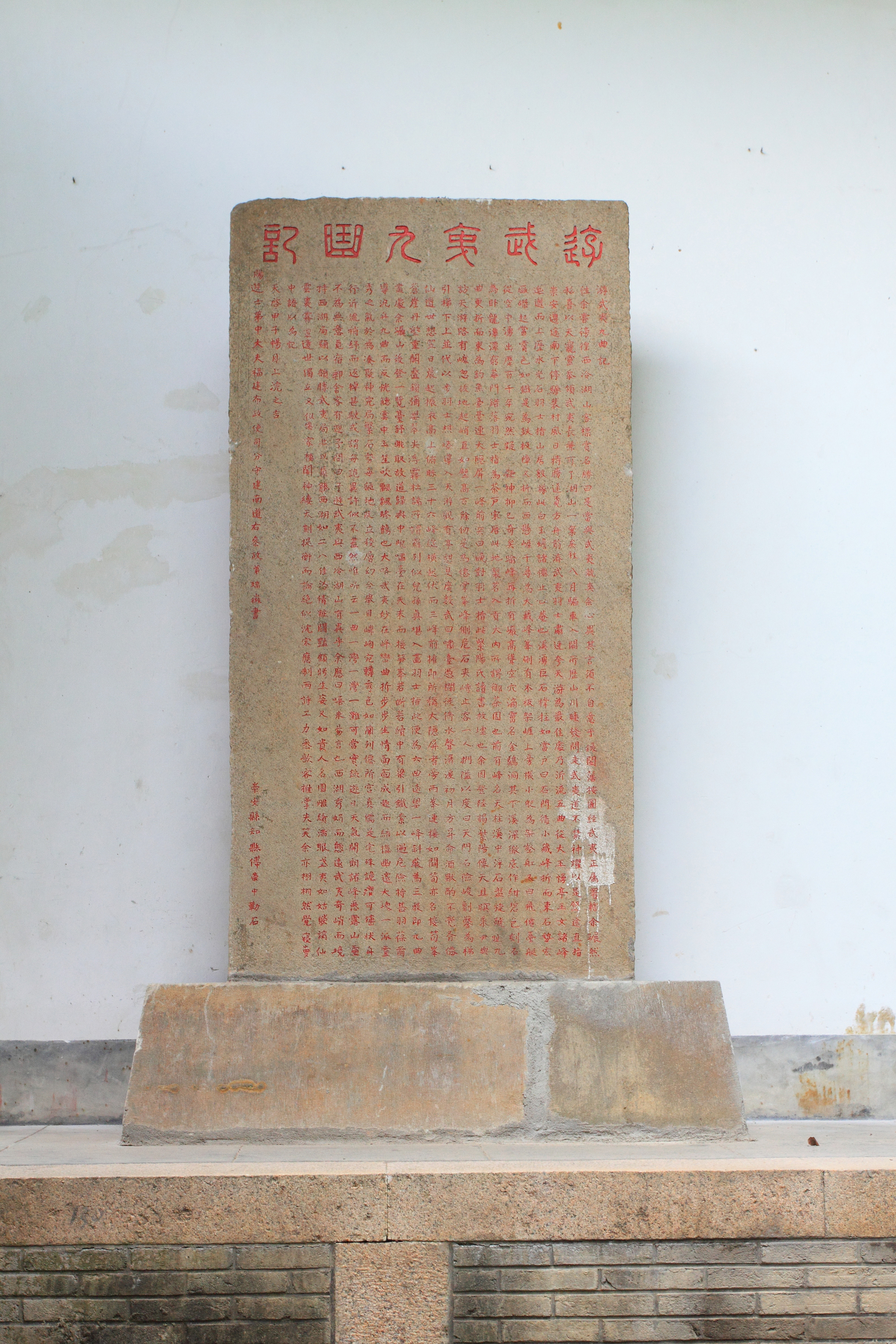
藏於福建武夷山風景名勝區武夷宮的《遊武夷九曲記》碑刻，天啟甲子年賜進士第中大夫福建布政使司分守建南道右參政茅瑞徵書

茅瑞徵（1577年—？），字符儀，一字伯符，號五芝，自號苕上愚公、澹泊居士、清遠居士，浙江湖州府歸安縣人，明朝政治人物、史學家。茅元儀從兄。

## 生平
生於萬曆五年（1577年）。萬曆二十五年（1597年）丁酉科順天鄉試舉人，二十九年（1601年）辛丑科進士，授蘄水縣知縣，三十二年（1604年）調黃岡縣知縣，三十八年升兵部职方司主事，四十二年升员外郎，四十三年升郎中，調职方司郎中，四十四年同考禮部會試，患病，本年请告，四十五年听調，天啓元年叙苗功，復除原官，本年再叙延宁功，仍准五品京堂推用，二年起武选司添注郎中，四年出為福建布政使司右參政、分守建南，六年（1626年）正月升湖廣按察使，七年（1627年）二月升湖廣右布政使，崇禎元年（1628年）二月升南京光祿寺卿，管南京鴻臚寺卿事，致仕。著有《萬曆三大征考》、《皇明象胥錄》、《東夷考略》、《澹泊齋集》、《五芝紀事》、《明末啟禎遺事》等。

## 家族
曾祖茅迁。祖茅艮，布政司经历。父茅一皋，光禄寺署丞。